# La Veta
La Veta is een plaats (town) in de Amerikaanse staat Colorado, en valt bestuurlijk gezien onder Huerfano County.

## Demografie
Bij de volkstelling in 2000 werd het aantal inwoners vastgesteld op 924.
In 2006 is het aantal inwoners door het United States Census Bureau geschat op 887, een daling van 37 (-4,0%).

## Geografie
Volgens het United States Census Bureau beslaat de plaats een oppervlakte van
3,2 km², geheel bestaande uit land. La Veta ligt op ongeveer 2352 m boven zeeniveau.

## Plaatsen in de nabije omgeving
De onderstaande figuur toont nabijgelegen plaatsen in een straal van 48 km rond La Veta.